# Parasquilla ferussaci
Parasquilla ferussaci is een bidsprinkhaankreeftensoort uit de familie van de Parasquillidae. De wetenschappelijke naam van de soort is voor het eerst geldig gepubliceerd in 1828 door Roux.